# Kinbrae
Kinbrae és una població dels Estats Units a l'estat de Minnesota. Segons el cens del 2000 tenia 21 habitants.

## Demografia
Segons el cens del 2000, Kinbrae tenia 21 habitants, 10 habitatges, i 6 famílies. La densitat de població era de 9,8 habitants per km².
Dels 10 habitatges en un 30% hi vivien nens de menys de 18 anys, en un 50% hi vivien parelles casades, en un 0% dones solteres, i en un 40% no eren unitats familiars. En el 40% dels habitatges hi vivien persones soles el 40% de les quals corresponia a persones de 65 anys o més que vivien soles. El nombre mitjà de persones vivint en cada habitatge era de 2,1 i el nombre mitjà de persones que vivien en cada família era de 2,83.
Per edats la població es repartia de la següent manera: un 23,8% tenia menys de 18 anys, un 4,8% entre 18 i 24, un 38,1% entre 25 i 44, un 28,6% de 45 a 60 i un 4,8% 65 anys o més.
L'edat mediana era de 42 anys. Per cada 100 dones de 18 o més anys hi havia 220 homes.
La renda mediana per habitatge era de 31.250 $ i la renda mediana per família de 46.250 $. Els homes tenien una renda mediana de 23.750 $ mentre que les dones 50.625 $. La renda per capita de la població era de 17.839 $. Cap de les famílies estaven per davall del llindar de pobresa.

## Poblacions més properes
El següent diagrama mostra les poblacions més properes.